# BBC Local Radio
BBC Local Radio è il servizio radio locale e regionale della BBC per il Regno Unito e le Isole del Canale, composto da quaranta stazioni. Coprono una varietà di aree; con alcuni che servono una città e le aree circostanti, ad esempio BBC Radio Manchester; una contea, ad esempio BBC Radio Norfolk; una conurbazione, ad esempio BBC WM; o una regione, ad esempio BBC Radio Solent.
Le stazioni furono lanciate progressivamente; a partire dalla BBC Radio Leicester l'8 novembre 1967, con l'ultima stazione lanciata, la BBC Dorset FM di breve durata il 26 aprile 1993. Da allora molte stazioni radio locali sono state unite e ribattezzate, ma non sono state create nuove stazioni dove il servizio esisteva in precedenza poiché i piani per il lancio di stazioni in aree non servite, in particolare nel Cheshire, non hanno portato a nulla.

## Storia
La popolarità della radio pirata fu quella di sfidare un cambiamento all'interno della gestione (allora) molto "rigida" e ottusa della BBC. La concessione più importante della BBC fu la creazione di BBC Radio 1, per soddisfare la sempre nuova esigente cultura giovanile con la loro sete di musica nuova e popolare. L'altro fatto, tuttavia, era che queste stazioni radio pirata erano, in alcuni casi, locali. Di conseguenza la radio locale della BBC iniziò come esperimento.
Inizialmente le stazioni dovevano essere cofinanziate dalla BBC e dalle autorità locali, cosa che solo alcune aree controllate dal partito laburista si dimostrarono disposte a fare. Radio Leicester fu la prima ad essere lanciata l'8 novembre 1967, seguita da Leeds, Stoke, Durham, Sheffield, Merseyside, Brighton e Nottingham. All'inizio degli anni '70 la richiesta di finanziamento delle autorità locali fu abbandonata e le stazioni si diffusero in tutto il paese; molte stazioni cittadine in seguito espansero il loro mandato per coprire un'intera contea.
Nell'esperimento iniziale c'erano otto stazioni, che durarono due anni. Alla fine fu stimato un tale successo che tutte le stazioni, tranne BBC Radio Durham, rimasero in onda. Oltre a queste ne seguirono altre nel 1970 e nel 1971; BBC Radio Birmingham, Bristol, Blackburn, Derby, Humberside, Londra, Manchester, Medway, Newcastle (in sostituzione di BBC Radio Durham), Oxford, Solent e Teesside.
Nonostante questi successi, le stazioni originali venivano viste come imperfette, poiché originariamente trasmettevano solo sulla banda d'onda FM e non sulla banda d'onda AM più ampiamente disponibile. Questo fu infine corretto alcuni anni dopo la creazione di questi nuovi canali.
Dal 1973, Independent Local Radio (ILR) è stato lanciata a livello nazionale; con diciannove stazioni e altre a seguire negli anni successivi. Di conseguenza, molte delle stazioni radio locali della BBC si sono trovate in concorrenza diretta con concorrenti commerciali, che hanno utilizzato i famosi "DJ" delle stazioni radio pirata e che nella maggior parte dei casi hanno guadagnato un vasto pubblico. Ciononostante la BBC Local Radio ha continuato a prosperare, con la maggior parte dell'attuale rete attiva entro il 1990. La rete è rimasta allo stato attuale da allora.

## Gestione corrente
Le stazioni radio sono gestite da posizioni in tutto il paese che di solito condividono con i servizi di notizie regionali della BBC e i loro uffici di raccolta delle notizie. Le stazioni sono gestite dalla regione in cui ha sede la stazione e sono responsabili del dipartimento Regioni inglesi della BBC, una divisione di BBC News.
Il mandato per ciascuna stazione radio locale è lo stesso: offrire un servizio principalmente basato sul parlato, comprendente notizie e informazioni, integrate dalla musica. Il pubblico di destinazione della BBC Local Radio sono ascoltatori di età superiore ai 50 anni, che non sono serviti come altri gruppi di età della BBC. Ogni stazione produce la maggior parte dei propri programmi, tuttavia nelle ore di calma una programmazione viene prodotta da una stazione e copre tutte le stazioni della regione, alcune in simulcast con altre regioni vicine e la maggior parte delle stazioni simulcast BBC Radio 5 Live durante la notte quando la stazione locale non è in onda.

## Stazioni
Ecco un elenco delle quaranta stazioni radio locali per regione. Oltre a queste stazioni, esiste un servizio di emissione che copre il Dorset (BBC Radio Solent). Ci sono stati anche servizi di trasmissione riguardanti Milton Keynes (BBC Three Counties Radio), Peterborough e The Fens (BBC Radio Cambridgeshire), Plymouth (BBC Radio Devon) e Swindon (BBC Wiltshire), ma questi sono cessati nel 2012 a causa di tagli nel quadro del programma "Delivering Quality First" della BBC.

### Est
- BBC Essex
- BBC Radio Cambridgeshire
- BBC Radio Norfolk
- BBC Radio Northampton
- BBC Radio Suffolk
- BBC Three Counties Radio

### Midland orientali
- BBC Radio Derby
- BBC Radio Leicester
- BBC Radio Nottingham

### Londra

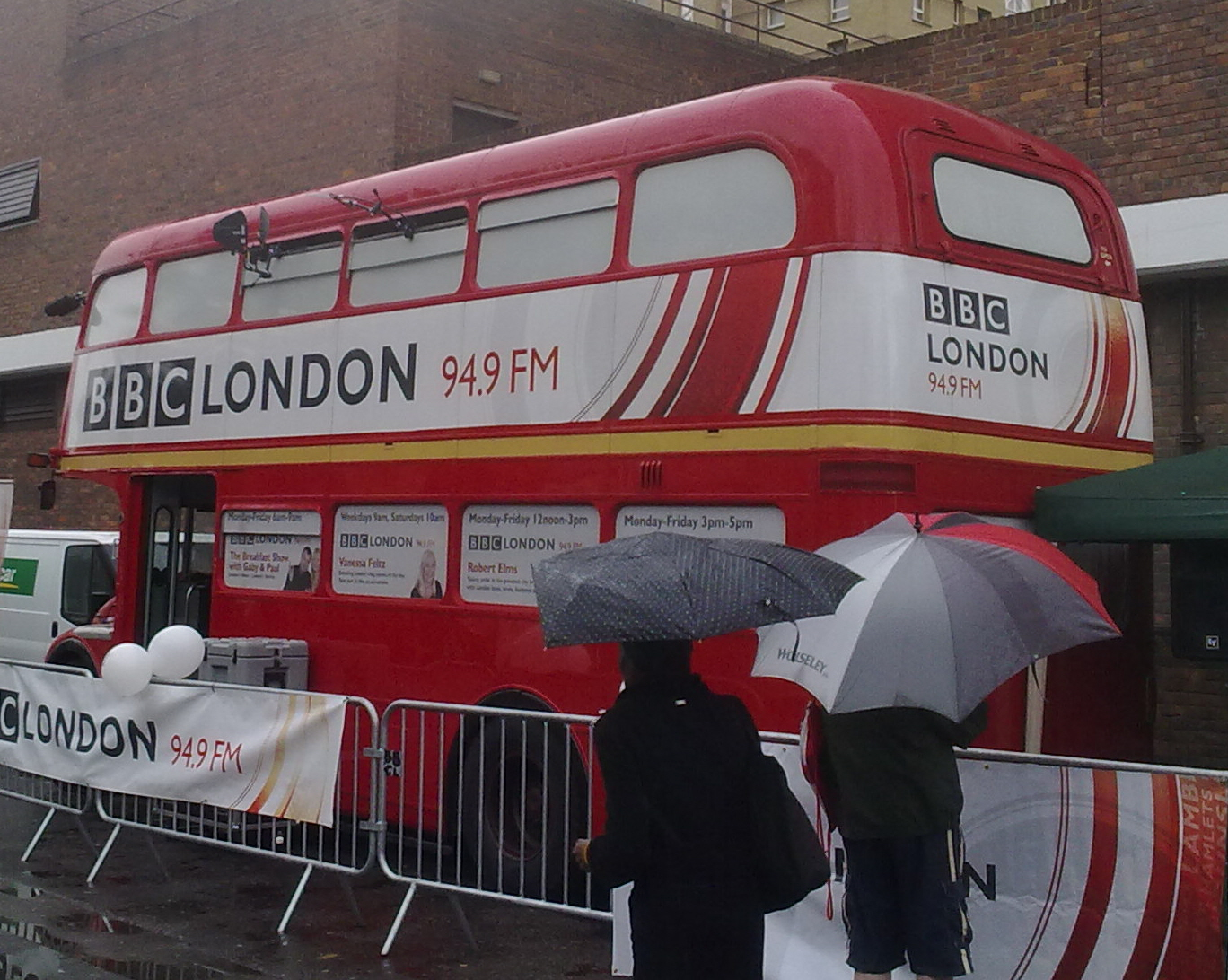
Un autobus a due piani Routemaster, utilizzato come impianto di trasmissione radiofonica mobile da BBC Radio London nel 2011. Nota il suo precedente titolo; precedentemente noto come BBC London 94.9 FM dalla fine del 2001 al 2015.

- BBC Radio London

### Nord est e Cumbria
- BBC Newcastle
- BBC Radio Cumbria
- BBC Tees

### Nord ovest
- BBC Radio Lancashire
- BBC Radio Manchester
- BBC Radio Merseyside

### Sud
- BBC Radio Berkshire
- BBC Radio Oxford
- BBC Radio Solent

### Sud Est
- BBC Radio Kent
- BBC Surrey
- BBC Sussex

### Sud ovest
- BBC Radio Guernsey
- BBC Radio Cornwall
- BBC Radio Devon
- BBC Radio Jersey

### Ovest
- BBC Radio Bristol
- BBC Radio Gloucestershire
- BBC Somerset
- BBC Wiltshire

### Midland occidentali
- BBC WM
- BBC Coventry & Warwickshire
- BBC Hereford & Worcester
- BBC Radio Shropshire
- BBC Radio Stoke

### Yorkshire

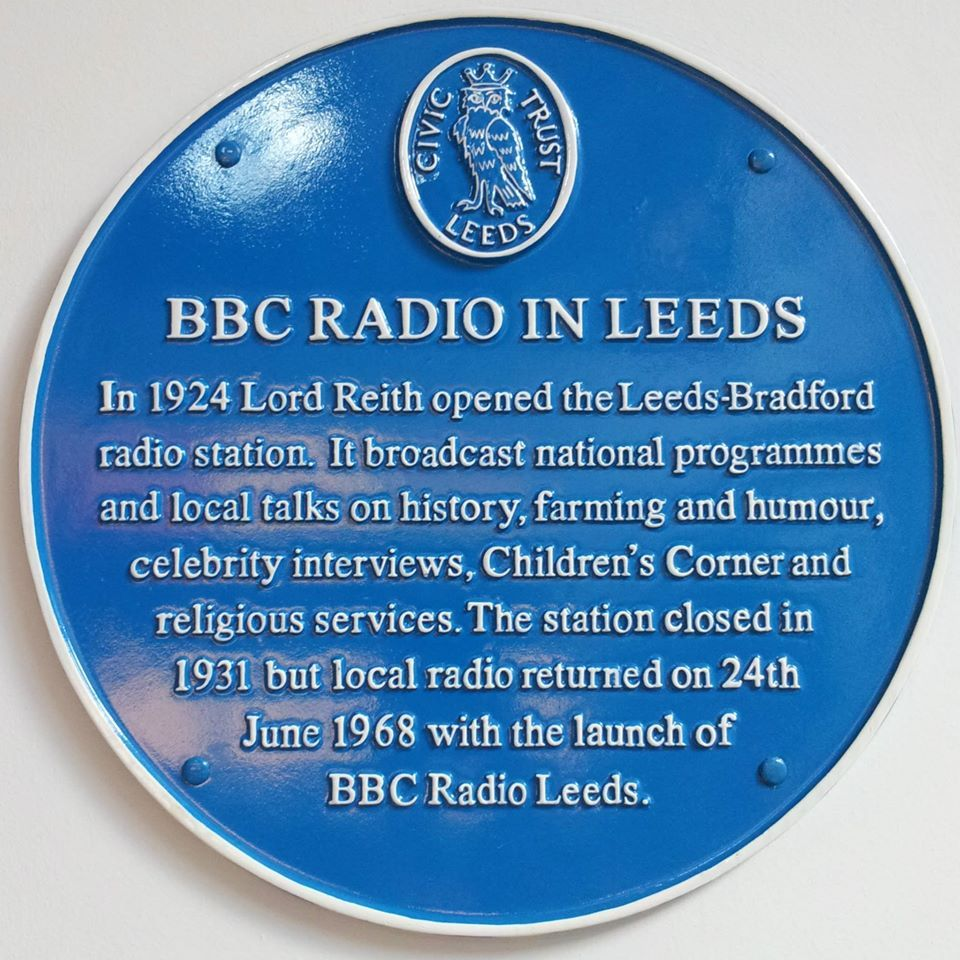
Placca blu posizionata dalla Leeds Civic Society che delinea la radio di Leeds.

- BBC Radio Leeds
- BBC Radio Sheffield
- BBC Radio York

### Yorkshire e Lincolnshire
- BBC Radio Humberside
- BBC Radio Lincolnshire

### Ex stazioni
- BBC Dorset FM
- BBC Radio Durham
- BBC Southern Counties Radio
- BBC Thames Valley FM

## Loghi

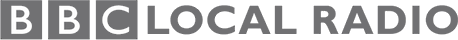
2008 - 2020
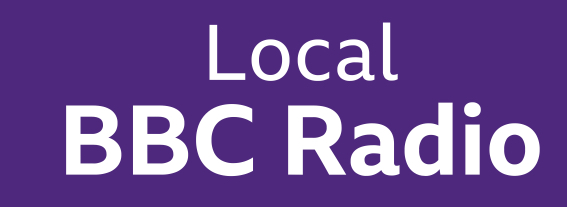
2020 - 2022
In uso dal 2022

## Sigla
Tra ottobre 2009 e aprile 2012, un jingle generico prodotto da Mcasso Music Production è stato gradualmente implementato attraverso la rete ed è ora utilizzato da tutte le stazioni radio locali della BBC. Mcasso ha anche aggiornato la sigla nell'ottobre 2015 sostituendo il jingle generico con un jingle in stile 4 note.

## Dave e Sue
Dave e Sue sono due ascoltatori radio immaginari creati come personaggi del marketing. Le descrizioni dei personaggi, create dalla BBC, furono date a tutti i loro presentatori radiofonici locali come ascoltatori target rappresentativi durante gli anni 2000. Successivamente furono sostituiti dalla strategia "BBC Local Radio 2010".
I personaggi furono creati come parte del "Progetto Bullseye". Il suo obiettivo dichiarato era "Sviluppare una grande programmazione radiofonica ... dobbiamo sapere dove si trova il centro del nostro target di pubblico ed essere in grado di focalizzarci su tutto ciò che facciamo".
Dave e Sue hanno entrambi 55 anni. Sue è una segretaria di scuola, mentre Dave è un idraulico in proprio. Sono entrambi divorziati con figli adulti. I personaggi fanno acquisti ad Asda e indossano abiti casual. La coppia ha scarso interesse per l'alta cultura o la politica e vede il mondo come "un luogo pericoloso e deprimente". Sperano che la radio sia "qualcosa che li rallegri e li faccia ridere".
BBC Local Radio staff were given facts and timelines about Dave and Sue, described as "composite listeners".  Staff were asked to focus on producing something to which the pair would enjoy listening to.
La BBC ha anche prodotto fotografie della coppia, per incoraggiare i presentatori a visualizzare i loro potenziali ascoltatori. Ai Frank Gillard Awards del 2005 per la BBC Local Radio, la società ha assunto due attori per rappresentare la coppia immaginaria e ha assegnato un premio al "receptionist dell'anno".
Mia Costello di BBC Radio Solent ha scritto un controverso memo interno nell'ottobre 2006, ribadendo l'importanza di questi personaggi. Ha scritto: "Qualunque lavoro facciate nella stazione, assicuratevi che questa settimana trasmettiate a Dave e Sue - persone sulla cinquantina. Mettete solo i chiamanti che sono nell'età 45–64. Non voglio sentire voci molto anziane. Parlate solo di cose positive e attraenti per le persone in questa fascia di età. Trattate solo com i chiamanti che raggruppano le persone in questa fascia di età". Questo fu ristampato il mese seguente nel Southern Daily Echo, a seguito del quale un portavoce della BBC commentato "Prese fuori contesto queste note suonano aspre e ci scusiamo se hanno offeso qualcuno".

## BBC Sounds
BBC Local Radio è disponibile come servizio di riascolto su BBC Sounds.
England Unwrapped è stato lanciato sul mercato nel 2019 e condivide storie realizzate dai team di Radio locali.

## Podcast
- A full list of Local Radio podcasts